# 内別川

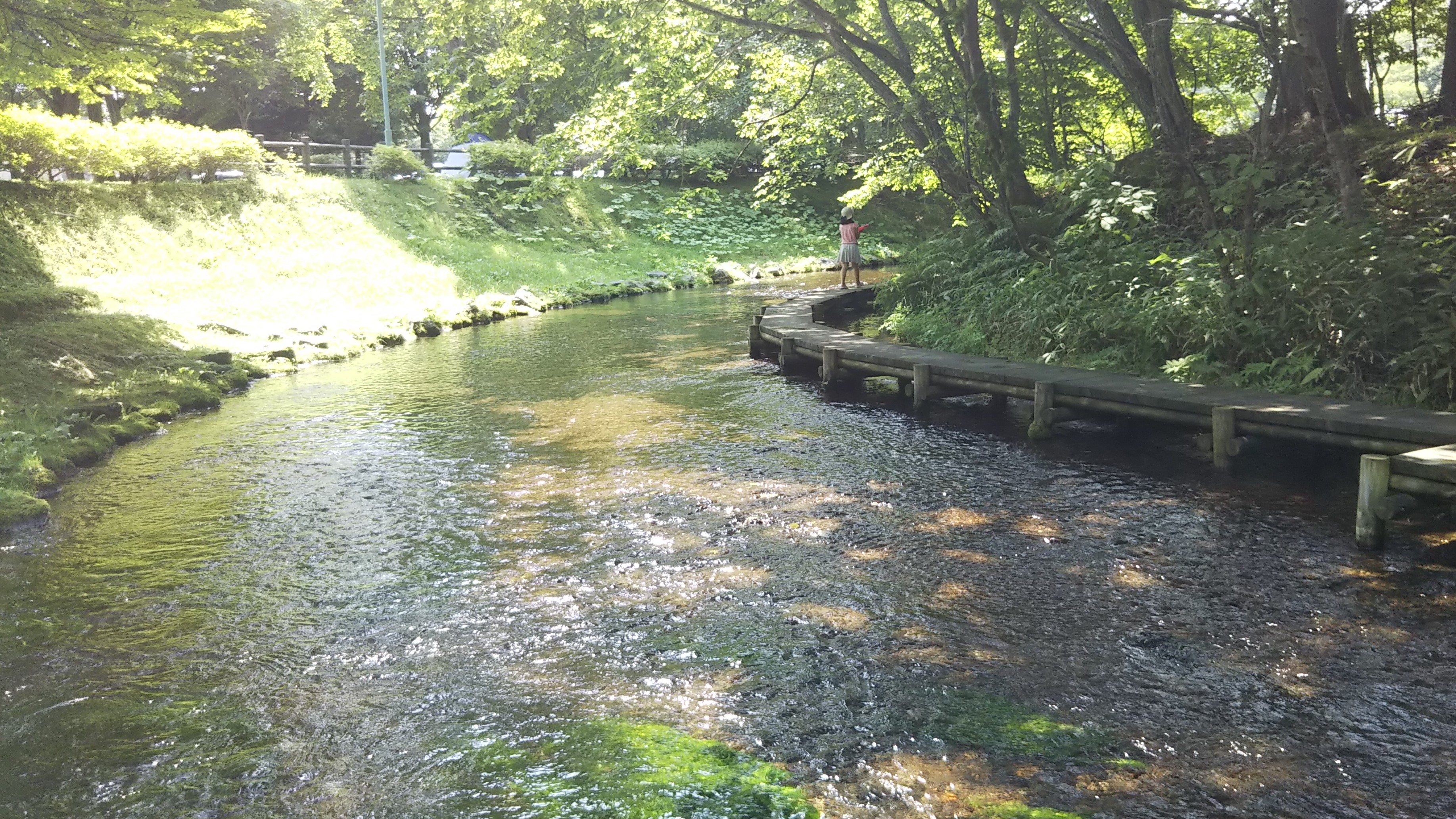
名水ふれあい公園内の内別川と遊歩道

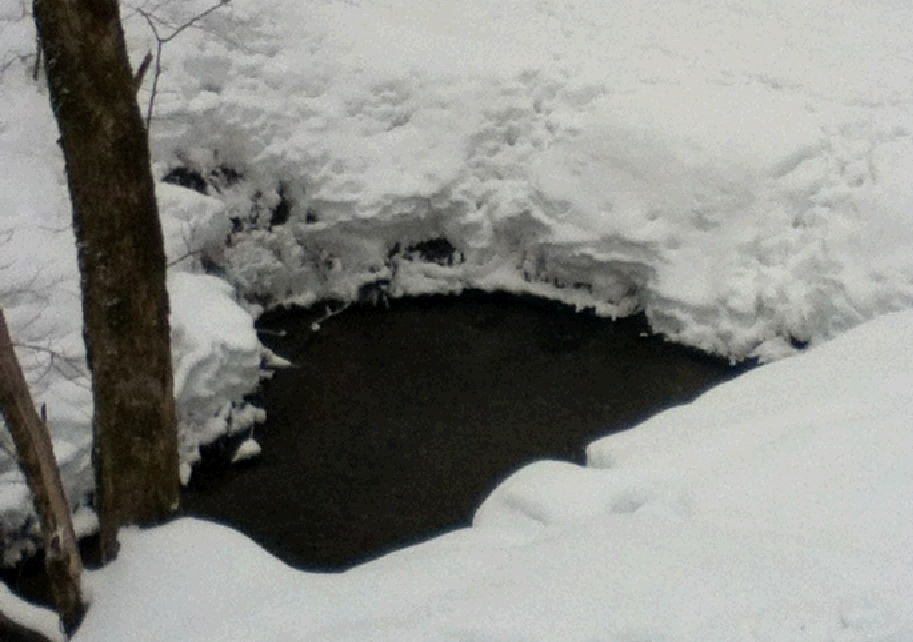
内別川源頭部

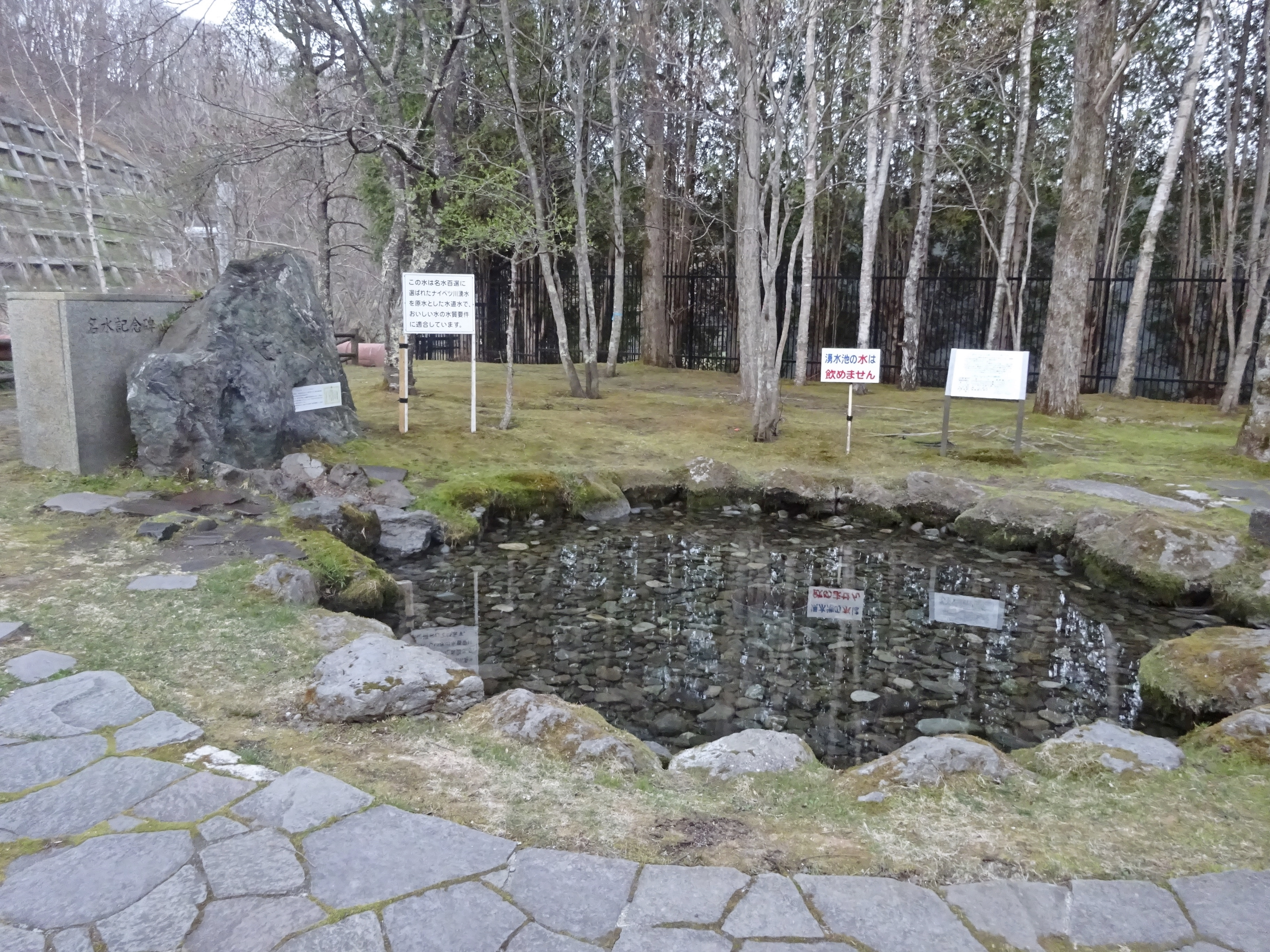
内別川の名水百選湧水場

内別川（ないべつがわ）は、北海道千歳市を流れる石狩川水系千歳川の支流である。1985年に環境庁（現・環境省）により「ナイベツ川湧水」として名水百選の一つに選定された。

## 湧水
内別川は千歳市西郊の支笏火山灰台地から湧き出し、支笏湖から約24km・JR千歳駅から5km地点で千歳川に合流する。延長2.5kmと短いため流域面積は狭いが、湧水量が豊富で流量は0.69m3/sあり、流域降水量の1.8倍を超えている。
60数個所の湧水地点が確認されており、約42,000年前に支笏火山終期の噴火により支笏湖のカルデラが形成された際に噴出した支笏軽石流堆積物層より湧出している。なかでも源頭部の湧水量は0.15m3/sと全流量の20%が1箇所から湧き出している。
千歳市上水道の主要な水源として1967年に蘭越浄水場が千歳川合流点手前に完成し、2000年からは5万m3/日を取水している。また豊富な湧水量と水質により1985年に名水百選に選定された。これを記念して1989年には浄水場に隣接して名水ふれあい公園が開設された。園内には内別川沿いの遊歩道、浄水場直結の水汲み場、見学施設が設けられている。7km下流のインディアン水車による捕獲を逃れて遡上した鮭の姿を見ることもある。

## 水源の保全
1969年7月に集中豪雨のため、普段は水の流れの無い湧水地点より上部の自衛隊北海道大演習場千歳地区で鉄砲水が発生し、水道用水に土砂を含んだ汚水が流れ込んだ。このため千歳市は、自衛隊の協力を得て演習場内に土手をめぐらし、保水力を高める植林を行うとともに、急速沈殿池と浄化剤注入装置からなる浄化施設を設けた。
1975年にはゴルフ場造成が計画されたが、水質汚濁防止の費用が問題となり中止された。この計画地一帯から遺跡が発掘され、1979年にウサクマイ遺跡群として国の史跡となり、順次買収された。
2003年、千歳市自然環境保全条例によって内別川沿いの143.3ヘクタールは第一自然環境保全地区として指定され、厳格に保護・保全する地区となっている。この指定地区は上述のウサクマイ遺跡群とほぼ重なっている。

## 河川名の由来
千歳川との合流点のアイヌ語地名nay-pu（沢の・口）が語源。川自体にはアイヌ語の固有名称は無く、「nay」すなわち「沢」と一般名称で呼ばれていた。古くは苗別川（なえべつがわ）とも呼ばれていた。

## 脚註
1. ↑  日本の水をきれいにする会 著、環境庁水質保全局水質規制課 編『名水百選 100「名水」公式ガイドブック』ぎょうせい、東京都中央区銀座7-4-12、1985年8月1日、20頁。ISBN 978-4324001172。
2. ↑  山中 勤 (2001年10月1日). “北海道巡検 －実測編－”.  筑波大学. 2012年1月31日閲覧。
3. ↑  千歳市史編さん委員会 編『新千歳市史 通史編』 上、千歳市、北海道千歳市東雲町2丁目、2010年3月19日、47 - 48, 60頁頁。
4. ↑  千歳市民の飲水を守る会 編『千歳市民の飲水を守る会 創立10周年記念誌』千歳市民の飲水を守る会、2010年3月、26頁。
5. ↑  千歳市史編さん委員会 編『増補 千歳市史』千歳市、北海道千歳市東雲町2丁目、1983年3月20日、1189頁。
6. ↑  千歳市史編さん委員会 編『増補 千歳市史』千歳市、北海道千歳市東雲町2丁目、1983年3月20日、1189 - 1190頁。
7. ↑  千歳市史編さん委員会 編『新千歳市史 通史編』 上、千歳市、北海道千歳市東雲町2丁目、2010年3月19日、68頁。
8. ↑  千歳市史編さん委員会 編『新千歳市史 通史編』 上、千歳市、北海道千歳市東雲町2丁目、2010年3月19日、136頁。
9. ↑  千歳市史編さん委員会 編『増補 千歳市史』千歳市、北海道千歳市東雲町2丁目、1983年3月20日、38頁。